# 天钩增二
天龍座68（天钩增二），又名BD+61 1983，HD 192455、SAO 18751、HR 7727，是天龍座的一颗恒星，视星等为5.75，位于銀經95.83，銀緯15.08，其B1900.0坐标为赤經20h 9m 56.6s，赤緯+61° 15.08′ 33″。